# لويحة جنبية
اللويحة الجَنْبية (بالإنجليزية: Pleural plaque)‏ هي من مُؤشراتِ التَعرض للأسبست، وَتُعتبر أكثر الآفات التي يُسببها الأسبست شيوعًا، وعادةً ما تظهر بعد 20 سنةً أو أكثر من التعرض للأسبست، كما أنها لا تتحول بتاتًا إلى ورم المتوسطة. تظهرُ على شكلِ لويحاتٍ ليفية على الجَنْبَة الجدارية، وعادةً ما تكون على كلا الجانبين، وتظهرُ على الجزء الخلفي والسُفلي من جدار الصدر والحجاب الحاجِز.